# Ольгиевская улица
Улица Ольгиевская — улица в Одессе, в историческом районе города, от Софиевской до Манежной улицы.

## История
В 1889—1900 году по проекту архитектора Н. К. Толвинского были построены здания специально для медицинского факультета Новороссийского университета.
С 1936 по 1995 год — улица Академика Павлова, жившего в д. 1 на улице (мемориальная доска).
В д.23, послевоенной постройки, располагался кинотеатр «Дружба», позже, в 2003 году, в помещении кинотеатра открылся культурный центр — театр «Дом Клоунов», открытый комик-труппой «Маски-шоу» под руководством ее бессменного руководителя Георгия Делиева.

## Известные жители

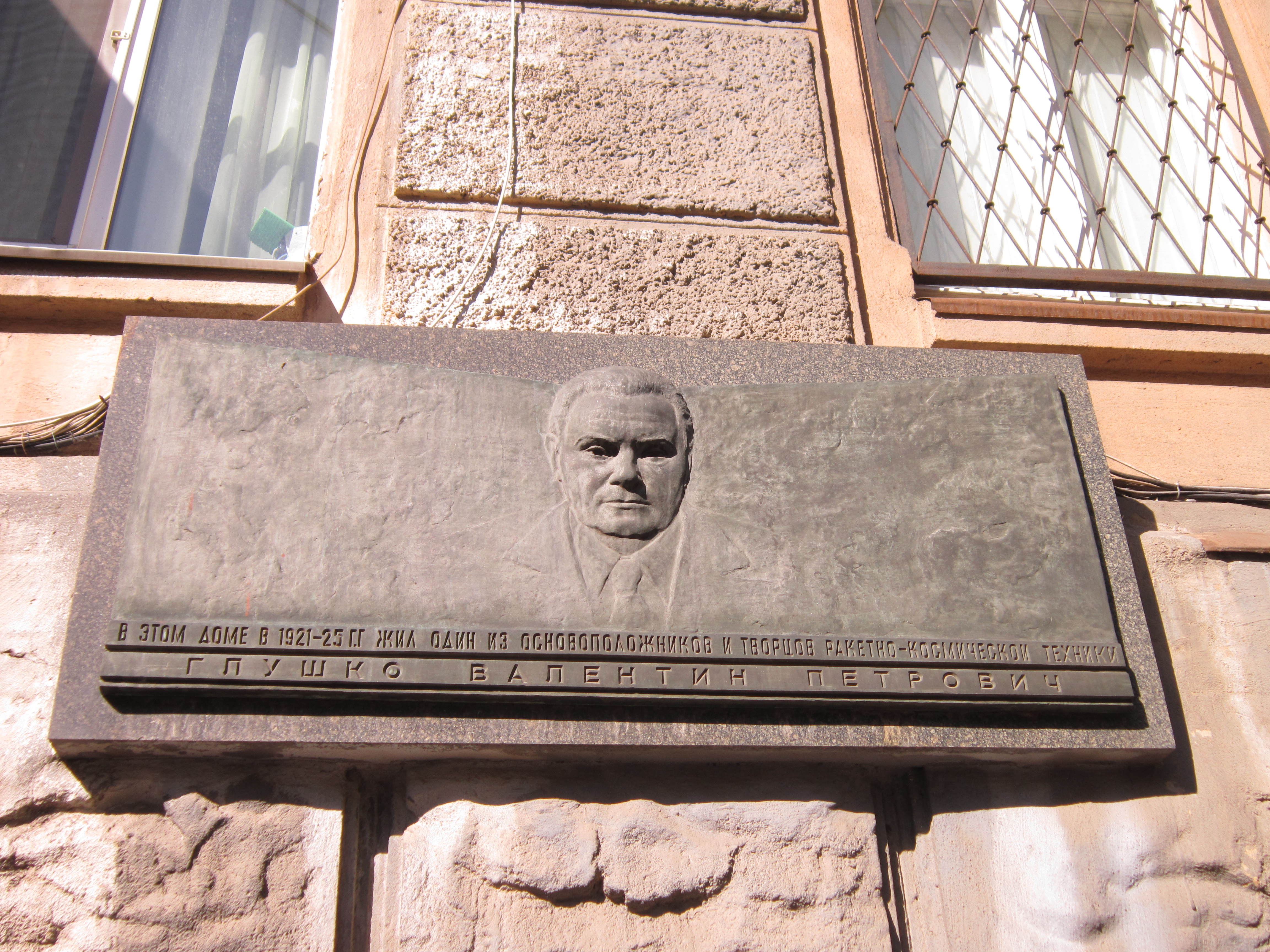
доска В. П. Глушко

В д.10 в 1921—1925 жил будущий основатель отечественного ракетостроения, дважды Герой Социалистического Труда Глушко В. П.
В д.17 с 1902 по 1911 год жил Александр Александрович Богомолец, учёный-патофизиолог и общественный деятель, академик, вице-президент АН СССР, лауреат Сталинской премии.